# Josef Broden
Josef Broden (* 2. April 1927 in Duisburg; † 7. Mai 2011) war ein deutscher Fußballspieler und -trainer. Als Torhüter des Duisburger SpV und vom FC Schalke 04 absolvierte er von 1950 bis 1963 in der damaligen erstklassigen Fußball-Oberliga West 208 Ligaspiele (1 Tor).

## Laufbahn

### Duisburg, bis 1959
Hervorgegangen aus dem TuS Duisburg 48/99 schloss sich der junge Torhüter „Jupp“ Broden zur Runde 1950/51 dem damals führenden Fußballverein in Duisburg, dem elfmaligen Westdeutschen Meister, dem Duisburger Spielverein in der Fußball-Oberliga West an. Am 17. Spieltag, am 14. Januar 1951, beim Heimspiel gegen Preußen Dellbrück, debütierte er bei den „Rotblusen“ in der Oberliga. Stammtorhüter beim DSV war im Jahr des Abstieges in die 2. Liga West Heinz Becker mit 27 Einsätzen. Broden brachte es in seinem ersten Jahr bei dem aus dem Süden der Stadt stammenden DSV auf drei Oberligaspiele. Im Jahr der Fußballweltmeisterschaft 1954 in der Schweiz, 1953/54, feierte der Altmeister mit Torhüter Broden und den Mitspielern Willi Koll, Hans Lohmann und Manfred Wacker die Meisterschaft in der 2. Liga und kehrte wieder in die Oberliga zurück. Hinter Broden mit 27 Einsätzen war der junge Torhüter Herbert Eiteljörge mit drei Ligaspielen der Ersatztorhüter beim Oberligarückkehrer. In der Runde 1954/55 hatte Eiteljörge aber mit 20 Spielen gegenüber zehn Einsätzen von Broden in der Oberliga West die Nase vorn. Ab der Saison 1955/56 stieg Broden aber zur unumstrittenen Nummer eins auf. Der DSV belegte den vierten Rang im Westen, und Broden hatte alle 30 Ligaspiele absolviert und dabei auch nur 36 Gegentreffer kassiert. Mit ebenfalls 36 Gegentoren feierte Borussia Dortmund die Meistermannschaft, erzielte aber in der Offensive 30 Zähler mehr als die Mannschaft aus dem Wedau-Stadion. Auch als die Duisburger 1957 mit Trainer Fred Harthaus die Vizemeisterschaft in der Westliga erringen konnten, bestritt Torhüter „Jupp“ Broden alle 30 Ligaspiele. In der Endrunde um die deutsche Meisterschaft hütete er auch in allen drei Begegnungen gegen den Hamburger SV (1:1), 1. FC Saarbrücken (3:1) und den 1. FC Nürnberg das Gehäuse der Mannschaft vom Niederrhein. Insgesamt absolvierte der Torhüter von 1950 bis 1959 für den DSV in der Oberliga West 130 Ligaspiele.
Nach vereinsinternen Problemen gab der 32-Jährige technische Angestellte dem Werben von Ernst Kuzorra nach und schloss sich 1959 dem FC Schalke 04 an, wo er die Nachfolge von Manfred Orzessek antrat.

### Schalke, 1959 bis 1965
Noch drei Runden konnte er bei den „Königsblauen“ als Stammspieler im Tor stehen. Er belegte mit Schalke 1960 den vierten, 1961 den dritten und 1962 den zweiten Rang in der Oberliga West und absolvierte dabei 77 Ligaspiele. Ersatztorhüter waren in diesen Jahren Manfred Orzessek und Klaus Schonz. Mit einem Punkt Rückstand hinter Meister 1. FC Köln erreichte Schalke 1962 die Vizemeisterschaft. In die Endrunde zog Schalke durch einen 4:1-Erfolg in der Qualifikation nach Verlängerung gegen Werder Bremen ein. Mit den Mitspielern Hans Nowak, Willi Schulz, Egon Horst, Manfred Kreuz, Werner Ipta, Willi Koslowski, Waldemar Gerhardt und Bernhard Klodt kam der 35-jährige Torhüterveteran dann gegen die Gruppengegner Borussia Neunkirchen (3:2), Tasmania 1900 Berlin (1:1) und den 1. FC Nürnberg (1:3) zu 3:3 Punkten und trat danach in die zweite Reihe zurück.
Im letzten Jahr der alten erstklassigen Oberligaära, 1962/63, war er gemeinsam mit Schonz hinter Horst Mühlmann Ersatztorhüter. Insgesamt kam Broden bei Schalke von 1959 bis 1963 zu 78 Oberligaeinsätzen.
Im ersten Jahr der Fußball-Bundesliga, 1963/64, kam er als Mühlmann-Vertreter zu vier Bundesligaeinsätzen. Zur darauf folgenden Saison kam mit Gyula Toth ein neuer Torhüter zu Schalke, und Broden fand eine neue Aufgabe als Trainer der Schalker Amateure. Diesen Job übte er bis 1969 aus. Der Altmeister mit dem sicheren Stellungsspiel kehrte mit 38 Jahren am 27. August 1965 beim Auswärtsspiel gegen den Meidericher SV noch einmal zwischen die Bundesligapfosten zurück. Josef Elting und Horst Mühlmann waren ausgefallen, und so fand sich Broden für ein Spiel als Bundesligatorhüter ausgerechnet in seiner Heimatstadt Duisburg wieder im Schalke-Gehäuse. Bei der 1:5-Niederlage gegen die „Zebras“ hielt er in der 63. Minute einen Foulelfmeter von Ludwig Nolden, der aber in der Wiederholung den Strafstoß verwandeln konnte. Der junge Stopper Klaus Fichtel war zu früh in den Strafraum gelaufen.